# Eagle-Vail
Eagle-Vail és una concentració de població designada pel cens dels Estats Units a l'estat de Colorado. Segons el cens del 2000 tenia 2.887 habitants.

## Demografia
Segons el cens del 2000, Eagle-Vail tenia 2.887 habitants, 1.083 habitatges, i 552 famílies. La densitat de població era de 563 habitants per km².
Dels 1.083 habitatges en un 28,2% hi vivien nens de menys de 18 anys, en un 43,3% hi vivien parelles casades, en un 5,4% dones solteres, i en un 49% no eren unitats familiars. En el 19,2% dels habitatges hi vivien persones soles el 0,6% de les quals corresponia a persones de 65 anys o més que vivien soles. El nombre mitjà de persones vivint en cada habitatge era de 2,66 i el nombre mitjà de persones que vivien en cada família era de 2,98.
Per edats la població es repartia de la següent manera: un 18,8% tenia menys de 18 anys, un 10,5% entre 18 i 24, un 49,5% entre 25 i 44, un 19,5% de 45 a 60 i un 1,7% 65 anys o més.
L'edat mediana era de 31 anys. Per cada 100 dones de 18 o més anys hi havia 127,2 homes.
La renda mediana per habitatge era de 87.297 $ i la renda mediana per família de 92.190 $. Els homes tenien una renda mediana de 40.599 $ mentre que les dones 35.489 $. La renda per capita de la població era de 37.260 $. Cap de les famílies i el 3% de la població estaven per davall del llindar de pobresa.

## Poblacions més properes
El següent diagrama mostra les poblacions més properes.